# Operace Bulmus 6

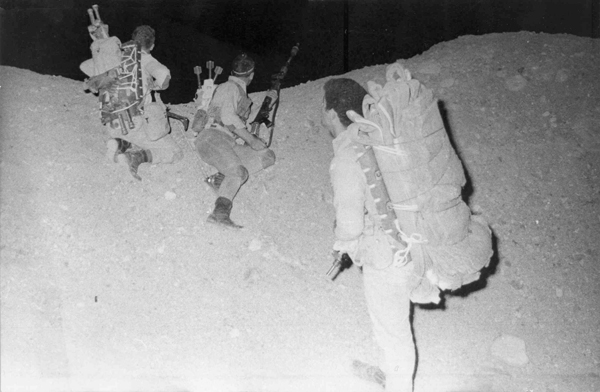
Vojáci během operace.

Operace Bulmus 6 (česky Zuřivost 6), též nazývaná Nájezd na Zelený ostrov (hebrejsky: הפשיטה על האי גרין), byla operace izraelských zvláštních jednotek. 19. července 1969 během Opotřebovací války zaútočily izraelské jednotky Sajeret Matkal a Šajetet 13 při obojživelné operaci na egyptskou pevnost na Zeleném ostrově v Suezském zálivu. Cílem izraelských jednotek byl egyptský systém včasného varování a prvky elektronického zpravodajství ELINT.

## Plánování a cíle
Při plánování bylo rozhodnuto, že obojživelné operace se zúčastní příslušníci Šajetet 13 a Sajeret Matkal vysazení na ostrově ve dvou vlnách. První vlna na ostrov doplave s pomocí potápěčské výbavy, druhá bude přepravena na gumových člunech Zodiac. Velitelem celé operace byl jmenován velitel Šajetet 13 podplukovník Ze'ev Almog. Výsadek z moře se ukázal jako jediný reálně uskutečnitelný, neboť vysazení ze vzduchu nepřipadalo v úvahu z důvodu silné protiletecké ochrany. V úvahu nepřipadalo ani bombardování, neboť Opotřebovací válka nebyl regulérní vojenský konflikt a přímá akce, jakou je bombardování, by mohla konflikt eskalovat více, než bylo žádoucí.
Hlavním cílem operace byla likvidace protiletadlových děl, radaru a prostředků ELINT na ostrově. Druhým cílem bylo vyslat do Egypta varování, že jakákoliv egyptská pozice, byť opevněná, není v bezpečí. 

## Síla a výzbroj

### Izrael
Izraelské útočné síly byly rozděleny do dvou vln. První vlnu tvořili příslušníci námořního komanda Šajetet 13, jejichž úkolem bylo vytvořit předmostí a vyřadit z boje egyptská kulometná hnízda. Druhá vlna byla tvořena příslušníky Sajeret Matkal, jejichž úkolem poté, co se dopraví v gumových člunech na ostrov bylo převzít od Šajetet 13 iniciativu, vyčistit ostrov, aby příslušníci demoličního týmu mohli umístit nálože. Součástí druhé vlny byl i lékařský a úklidový personál.
Útočící jednotky byly vybaveny automaty AK-47 (tento typ zbraně lépe snáší vlhkost, se kterou se během obojživelné operace muselo počítat) a tříštivými a oslepujícími granáty. K výbavě patřily i bazuky a lehké kulomety. Demoliční tým nesl 100 kg výbušnin.

### Egypt
Samotný Zelený ostrov je jen 145 metrů dlouhý a 50 metrů široký. Pevnost na něm byla vybudována Brity během druhé světové války. Je tvořena řadou bunkrů na 2,4 metrů vysoké hrázi obehnaných ostnatým drátem a několika budovami. Posádku byla tvořena 70 příslušníky egyptské pěchoty a 12 příslušníky egyptských commandos. Obsluhovali 14 kulometných hnízd, 2 protiletadlová děla ráže 37 mm a 4 protiletadlová děla ráže 85 mm. Kromě toho se na ostrově nacházel egyptský radar systému včasného varování ELINT.

## Průběh operace
První vlna tvořená čtyřmi týmy potápěčů vyrazila v 19:45 s cílem dosáhnout ostrova v 01:30. Pomocí člunů se dopravili na vzdálenost 900 metrů od ostrova a poté se přesouvali vlastními silami. Ve 20:30 vyrazili příslušníci Sajeret Matkal ve 12 člunech, pozici ve vzdálenosti 1 km od ostrova dosáhli ve 22:30.
Během plavání se ale potápěči dostali do silných protiproudů, s nimiž při plánování nebylo počítáno. Proto velitel první vlny poručík Dov Bar nařídil potopení se do větší hloubky. Proto příslušníci první vlny dorazili na místo s osmiminutovým zpožděním. Podařilo se jim likvidovat zátarasy z ostnatého drátu a rozdělit se na jednotlivé týmy. Na místě se také nacházel sabotážní tým, který se k ostrovu dopravil prostřednictvím člunů SDV (SEAL Delivery Vehicle, slangově též nazývané čuníci) a vybalil bazuky a kulomety. Při likvidaci zátarasů byli Izraelci spatřeni příslušníkem egyptské hlídky. Krátce na to vypukl boj. Izraelci s Egypťany bojovali na krátkou vzdálenost a byli nuceni likvidovat kulometná hnízda ručními zbraněmi, neboť granáty nefungovaly (na vině byl jejich přesun ve větší hloubce než do které byla konstruovány jejich odolnost).
Během bojů velitel první vlny vystřelil zelenou světlici, což byl signál pro čekající příslušníky druhé vlny. Egyptští obránci, jejichž střelba byla zpočátku nekoordinovaná se zlepšili a začali dělat útočícím jednotkám potíže. Příslušníci Sajeret Matkal se na gumových člunech přepravili na ostrov se sedmnáctiminutovým zpožděním a převzali po první vlně útočnou iniciativu, egyptská obrana se znovu zhroutila do chaotičnosti. V krátké době se Izraelcům podařilo obsadit 2/3 ostrova a zřídit velitelské a zdravotnické stanoviště. Egyptský velitel v okamžiku zhroucení obrany požádal rádiem egyptské dělostřelectvo o palbu na vlastní pozice, k čemuž skutečně došlo. Demoliční tým mezitím rozmístil nálože. Poté se Izraelci rozhodli opustit ostrov, neboť egyptská palba ze 130 mm děl se zpřesnila a hrozilo zasažení evakuačních člunů.
V 02:55 se všechny týmy začaly stahovat zpět z ostrova na izraelský břeh zálivu. Během stahování byl zničen jeden člun Zodiac egyptskou dělostřeleckou palbou. V 03:10, kdy se týmy ještě přepravovaly zpět, explodovaly připravené nálože na ostrově. Egyptské dělostřelectvo přesměrovalo palbu na izraelské pláže, čímž zkomplikovalo návrat Izraelců domů. Poslední příslušníci výsadku se na izraelský břeh dostali v 05:00.

## Výsledek
Cíl operace - zničení egyptských zařízení na ostrově bylo dosaženo. Zničením radaru vzniklo v egyptské protivzdušné obraně slepé místo, které izraelské letectvo využilo k provedení operace Boxer. Námořní komanda provedla do uzavření příměří řadu dalších nájezdů podél celého Suezského průplavu.

## Ztráty
Izrael během akce ztratil 6 mužů (3 ze Sajeret Matkal a 3 z jednotky Šajetet 13), zraněno bylo 11 mužů. Na egyptské straně zahynulo 80 mužů (téměř celá posádka), počet zraněných není znám. Část egyptských obětí má na svědomí palba do vlastních řad (ostřelování ostrova egyptským dělostřelectvem).